# 1892 a jogalkotásban
1892-ben az alábbi jogszabályokat alkották meg:

## Magyarország

### Törvények
- 1892. évi I. törvénycikk Az 1892. évben kiállitandó ujonczok megajánlásáról
- 1892. évi II. törvénycikk Az 1895. évben Budapesten tartandó országos nemzeti kiállitásról
- 1892. évi III. törvénycikk A német birodalommal 1891. évi deczember 6-án kötött kereskedelmi- és vámszerződés beczikkelyezéséről
- 1892. évi IV. törvénycikk A német birodalommal a szabadalmi, mustra- és védjegy-oltalom tárgyában 1891. évi deczember 6-án kötött egyezmény beczikkelyezéséről
- 1892. évi V. törvénycikk A német birodalommal 1891. évi deczember 6-án kötött állategészségügyi egyezmény beczikkelyezéséről
- 1892. évi VI. törvénycikk Az Olaszországgal 1891. évi deczember 6-án kötött kereskedelmi és hajózási szerződés beczikkelyezéséről
- 1892. évi VII. törvénycikk A Svájczczal 1891. évi deczember 10-én kötött kereskedelmi szerződés beczikkelyezéséről
- 1892. évi VIII. törvénycikk A Belgiummal 1891. évi deczember 6-án kötött kereskedelmi és hajózási szerződés beczikkelyezéséről
- 1892. évi IX. törvénycikk Az afrikai rabszolgakereskedés elnyomása érdekében tartott brüsseli nemzetközi értekezlet főokmányának és a hozzá tartozó nyilatkozatnak beczikkelyezéséről
- 1892. évi X. törvénycikk Az 1892. év első öt hónapjában viselendő közterhekről és fedezendő állami kiadásokról szóló 1891. évi XXXVII. törvénycikk hatályának kiterjesztéséről az 1892. évi julius végéig
- 1892. évi XI. törvénycikk A Bécsben 1891. évi julius 4-én kötött "Egyetemes postaszerződés" beczikkelyezéséről
- 1892. évi XII. törvénycikk A törvénykezési szünidő ujabb szabályozásáról szóló 1887:XXX. törvénycikk kiegészitéséről
- 1892. évi XIII. törvénycikk Kereskedelmi viszonyainknak Szerbiával legfeljebb 1893. évi junius 30-ig való ideiglenes rendezéséről és az osztrák-magyar vámterület általános vámtarifájának VI. osztályához tartozó, 24. szám utáni 2. jegyzet hatályon kivül helyezéséről
- 1892. évi XIV. törvénycikk Az 1892. évi állami költségvetésről
- 1892. évi XV. törvénycikk Az állami italmérési jövedékre vonatkozó 1888:XXXV. és 1890. évi XXXVI. törvénycikkek módositásáról
- 1892. évi XVI. törvénycikk A mármaros-sziget-körösmező határszéli vasut kiépitéséről
- 1892. évi XVII. törvénycikk A koronaérték megállapitásáról
- 1892. évi XVIII. törvénycikk A magyar korona országainak kormánya és a birodalmi tanácsban képviselt királyságok és országok kormánya között az érme- és pénzrendszerre vonatkozólag kötendő szerződésről
- 1892. évi XIX. törvénycikk Az aranyforintra szóló kötelezettségeknek koronaértékbeli aranyérmekben való teljesitéséről
- 1892. évi XX. törvénycikk Az osztrák-magyar bank alapszabályai 87. Czikkének kiegészitéséről
- 1892. évi XXI. törvénycikk Némely államadósság beváltásáról s a koronaérték behozatalára szükséges arany beszerzéséről
- 1892. évi XXII. törvénycikk A Janjicitől Bugojnóig vezetendő keskenyvágányu vasutnak a Dolnji-Vakúftól Jajceig vezető szárnyvonallal együtt való épitéséről
- 1892. évi XXIII. törvénycikk A szentes-hódmezővásárhelyi h. é. vasut engedélyezéséről
- 1892. évi XXIV. törvénycikk Az ország erdélyi részeiben, továbbá a volt Kraszna-, Közép-Szolnok, Zarándmegyék és a volt Kővárvidék területén a birtokrendezési, arányositási és tagositási ügyekben követendő eljárásról szóló 1880:XLV. törvénycikk némely határozatainak módositásáról és kiegészitéséről
- 1892. évi XXV. törvénycikk A vasuti árufuvarozás tárgyában Bernben 1890. évi október 14-én létrejött nemzetközi egyezmény beczikkelyezéséről és az azzal kapcsolatos intézkedésekről
- 1892. évi XXVI. törvénycikk A törvényhatóságokról szóló 1886:XXI. tc. némely rendelkezéseinek módositásáról
- 1892. évi XXVII. törvénycikk A fogház- és elzárás-büntetés végrehajtása és a pénzbüntetésekből befolyó összegek felhasználása tárgyában
- 1892. évi XXVIII. törvénycikk Az 1893. év első negyedében viselendő közterhekről és fedezendő állami kiadásokról
- 1892. évi XXIX. törvénycikk A tényleges birtokos tulajdonjogának a telekjegyzőkönyvbe bejegyzéséről és a telekjegyzőkönyvi bejegyzések helyesbitéséről
- 1892. évi XXX. törvénycikk Az állami tisztviselők nyugdijazásáról szóló 1885:XI. tc. módositásáról
- 1892. évi XXXI. törvénycikk Kereskedelmi viszonyainknak Spanyolországgal való ideiglenes rendezéséről
- 1892. évi XXXII. törvénycikk Az aldunai Vaskapu-zuhatagon át épülő csatornának, valamint a csatornától Orsováig terjedő folyamrésznek további lemélyitése tárgyában
- 1892. évi XXXIII. törvénycikk Az 1889. évi közösügyi zárszámadásra alapitott végleges leszámolás szerint Magyarország terhére mutatkozó tartozás fedezéséről és az 1891. évi közösügyi kiadásokra Magyarország által pótlólag fizetendő összegről